# Peste bovina
La peste bovina (nota anche col nome di origine tedesca Rinderpest) è stata una malattia infettiva virale dei ruminanti, altamente contagiosa e a forte mortalità, causata da un virus simile a quello del morbillo umano. Diffusa originariamente in Europa e Asia, è arrivata in Africa con il colonialismo. L'ultima epidemia è avvenuta in Kenya nel 2001. Nel 2011 è stata organizzata a Roma una cerimonia dalle Nazioni Unite (più precisamente dalla OIE e dalla FAO) per dichiararne l'eradicazione, divenendo pertanto la seconda malattia nella storia ad essere stata debellata dopo il vaiolo umano.

## La causa
Era causata da un virus del genere Morbillivirus, famiglia Paramyxoviridae. Un virus strettamente correlato a quello della peste bovina provoca la "peste dei Piccoli Ruminanti", una malattia a decorso clinico molto simile che colpisce solo ovini e caprini.

## La trasmissione
Il virus era presente in grande quantità in secreti ed escreti degli animali infetti. L'infezione si trasmetteva per via orale o respiratoria in seguito a contatto con alimenti o acqua contaminati da escrementi animali.

## Specie colpite
Bovini e bufalini erano le specie più sensibili e che si ammalavano più gravemente. Numerosi altri ruminanti domestici (ovini, caprini, camelidi) e selvatici furono colpiti in modo occasionale. La peste bovina non colpisce l'uomo.

## Sintomi
Il periodo di incubazione variava tra i 4 ed i 9 giorni. Il virus si replicava nelle mucose dell'apparato respiratorio e digerente, con particolare tropismo per i tessuti linfoidi (placche di Peyer). I sintomi iniziali erano febbre alta e rinotracheite con scolo mucopurulento, seguite da una grave diarrea acquosa e striata di sangue che risulta spesso fatale. Gli animali che sopravvivevano mostravano cattive condizioni generali ed immunodepressione, causate dalla deplezione di tessuto linfoide.

## Profilassi
Prima dell'eradicazione della malattia nelle aree indenni la profilassi era affidata alla sorveglianza sulle importazioni, soprattutto su quelle di animali esotici. In area endemica si ricorreva anche alla vaccinazione. Nel 2010 erano 170 i paesi nel mondo dichiarati esenti dalla peste bovina, l'ultima epidemia era stata registrata nel 2001 in Somalia. Attualmente questa patologia sembra eradicata; secondo le conferme dagli organismi internazionali competenti, la peste bovina è quindi la seconda malattia, dopo il vaiolo, ad essere stata eliminata.